# Habówka
Habówka (słow. Habovka) – wieś i gmina (obec) w powiecie Twardoszyn, kraju żylińskim, w północnej Słowacji. Położona jest w Kotlinie Zuberskiej, pomiędzy Skoruszyńskimi Wierchami i Pogórzem Orawskim, u ujścia Błotnego Potoku (słow. Blatná, Blatný potok) do Zimnej Wody Orawskiej (słow. Studený potok).
Wieś była założona w końcu XVI wieku przez Jerzego Thurzona, władającego wówczas feudalnym „państwem orawskim”. Lokowana na prawie wołoskim, była wzmiankowana po raz pierwszy w roku 1593. Pierwotnie osada miała tylko pięć domostw. Jej pierwszy sołtys Jan sprowadził prawdopodobnie pierwszych osadników z polskiej Chabówki. Stąd poszła nazwa wsi (pierwotnie: Chabovka) i nazwisko sołtysa, zwanego później już Habowskim.
Pierwszy, drewniany kościół, pod wezwaniem Przenajświętszej Marii Panny Bolesnej, powstał we wsi w roku 1715 jako kościół filialny parafii w Niżnej. Został poświęcony w roku 1716. Na jego miejscu stoi dziś murowana kaplica św. Marii Magdaleny z 1856 r. Parafię utworzono w roku 1787 w okresie reform józefińskich. W 1805 r. w dolnej części wsi, z tzw. funduszu religijnego, zbudowano pierwszy murowany kościół, a stary, drewniany po rozebraniu przeniesiono do Hut.
W 1605 r. wieś została spalona przez oddział Gregora Hajdy, pułkownika wojsk powstańczych Stefana Bocskaya. Zostały w niej tylko 3 domy. W 1683 r. zniszczyły ją znów litewskie oddziały posiłkowe Jana III Sobieskiego, spieszące pod Wiedeń. Z kolei w końcu sierpnia 1813 r. wielka powódź zniszczyła znaczną część wsi. Wezbrane wody Zimnej Wody Orawskiej zniszczyły m.in. pierwszy, murowany kościół. Woda powaliła kościelną wieżę oraz zasypała żwirem i rumoszem skalnym dzwony, które dopiero po dłuższym czasie odnaleziono w korycie. Obecny, drugi murowany kościół wzniesiono w latach 1821-1829 (remontowany był w latach 1884-1886).
Mieszkańcy wsi zajmowali się pierwotnie głównie hodowlą. Mieli obowiązek dostarczać na Zamek Orawski gonty i skórki kun. Z czasem do dużego znaczenia doszło rzemiosło: kowalstwo i garbarstwo. Rozwinęło się kożusznictwo: brązowo wyprawiane kożuchy znajdowały zbyt na całej Górnej Orawie. Od początku XIX w. tutejsi cieśle i murarze poszukiwali pracy na Węgrzech, wielu emigrowało do Ameryki. W okresie zimowym popularne były wyjazdy do prac w lesie aż na Szumawę.
Po II wojnie światowej wieś rozwijała się powoli, pozostając w cieniu sąsiedniego Zuberca. Szybszy rozwój nastąpił dopiero od początku lat 90. XX w. Dziś wieś jest popularną miejscowością turystyczną, praktycznie połączoną już z Zubercem. Położona na coraz ruchliwszym szlaku drogowym do Liptowskiego Mikułasza, dysponująca rozbudowaną bazą noclegową (liczne małe pensjonaty i kwatery prywatne), jest odwiedzana przez turystów, narciarzy i amatorów kąpieli w ciepłych źródłach w niedalekich Orawicach.

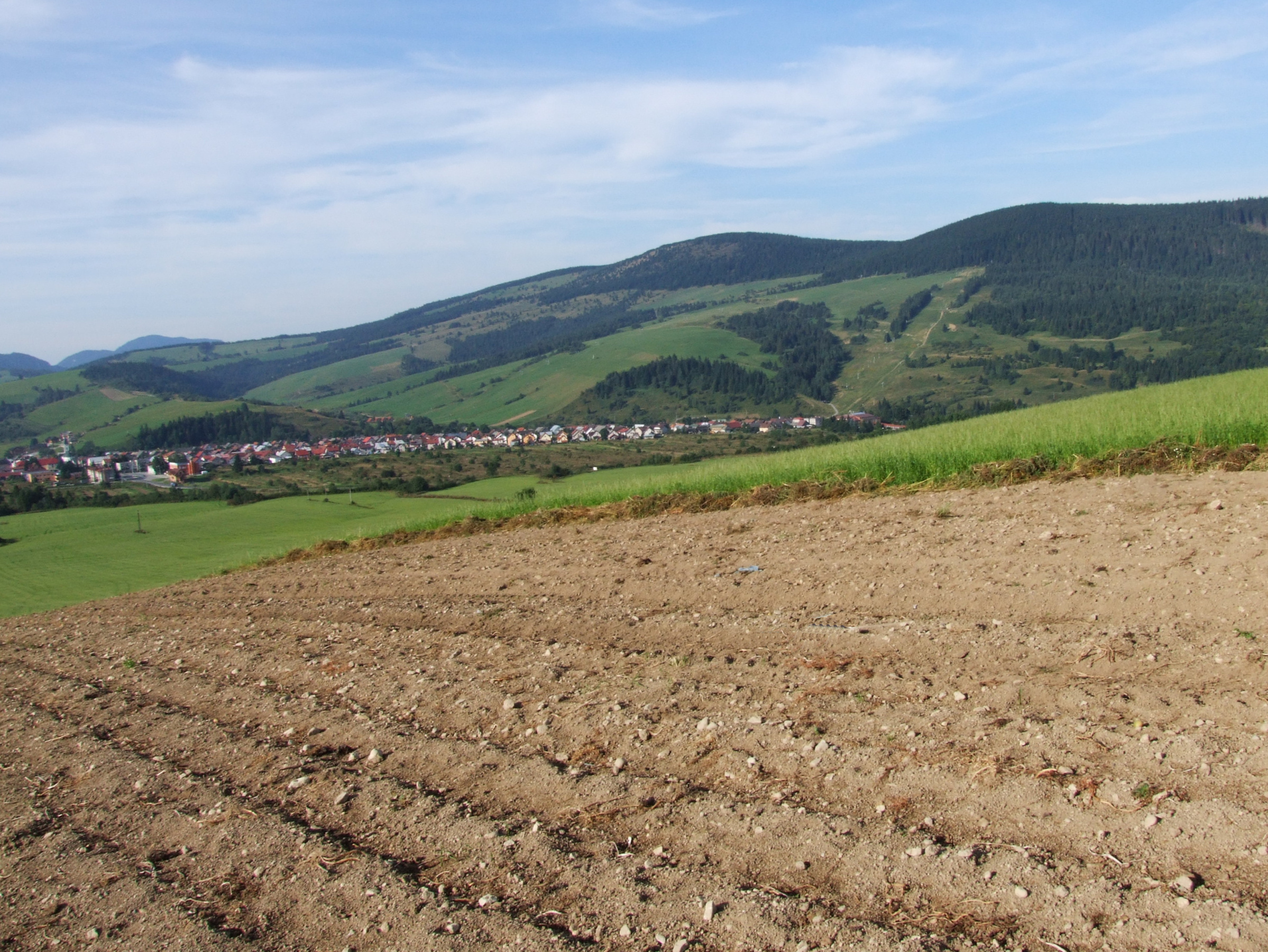
Ogólny widok miejscowości
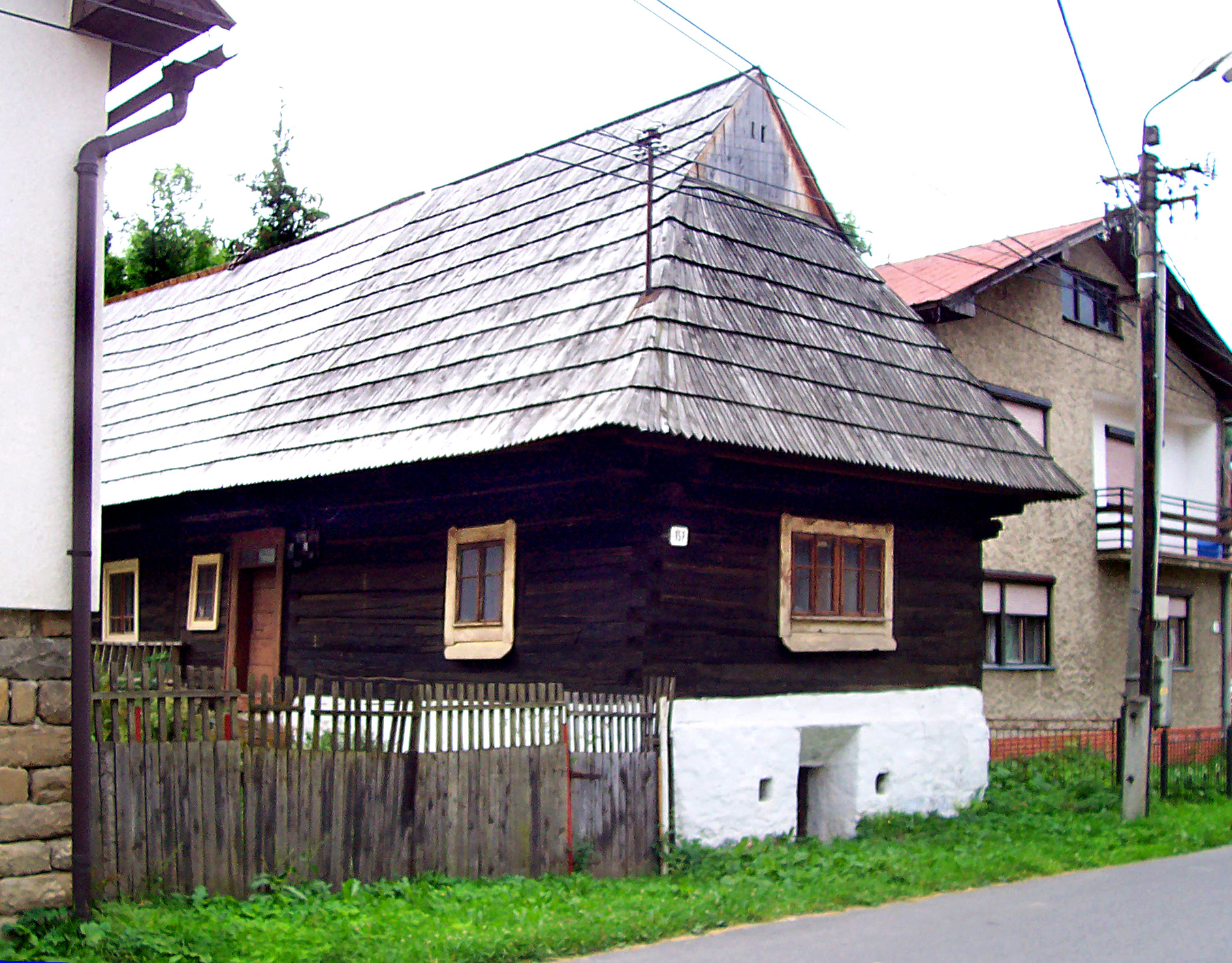
Dom w Habovce
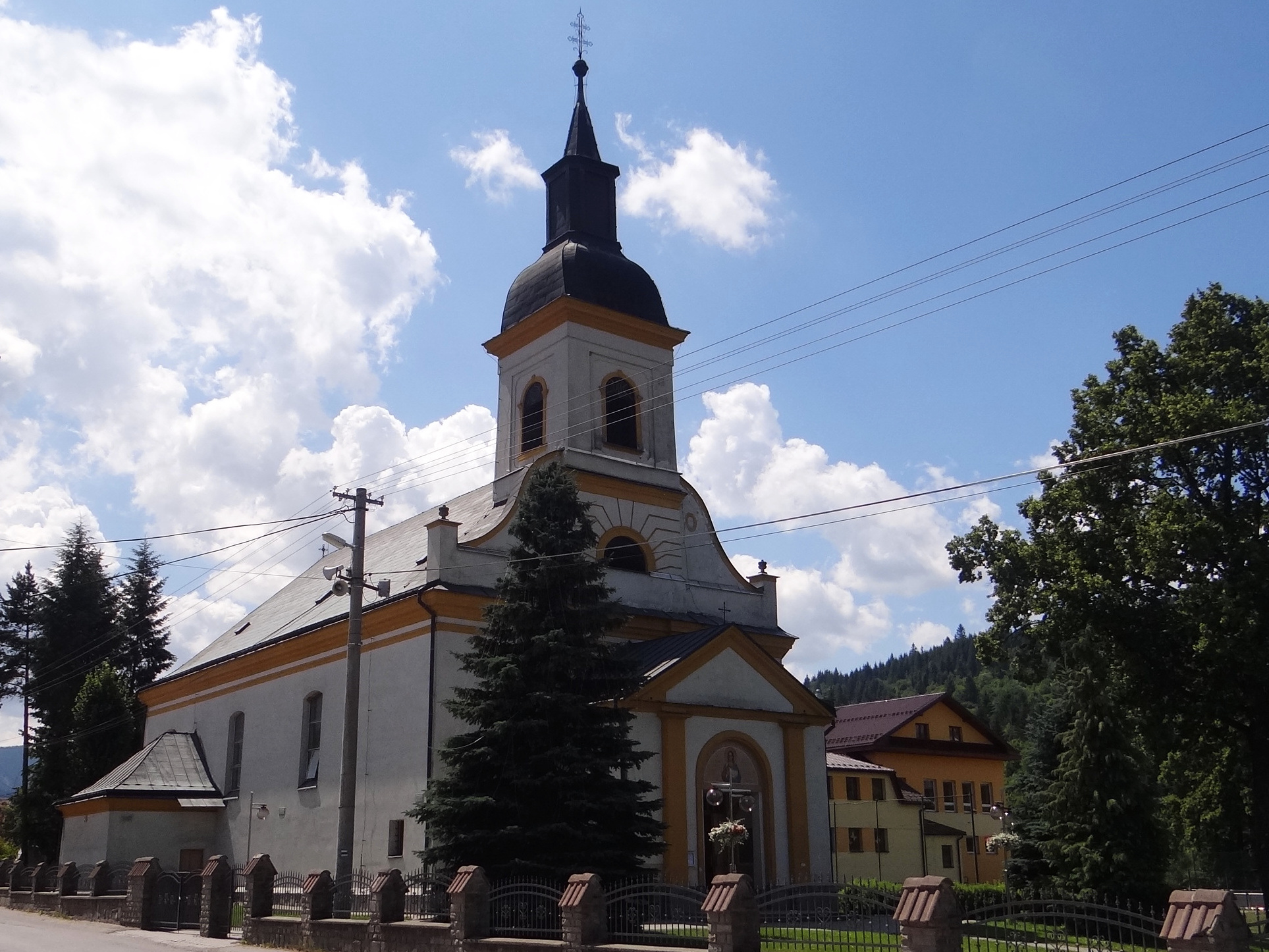
Kościół

## Szlaki turystyczne
– niebieski: Zuberzec – Habówka – przełęcz Biedna – Zabiedowo.
- Czas przejścia z Zuberca do Habówki: 40 min w obie strony
- Czas przejścia z Habówki na przełęcz: 1 h, ↓ 35 min

  – żółty: Twardoszyn – Habówka – Dolina Błotna – Muzeum Wsi Orawskiej. Czas przejścia z Habówki do skansenu: 1:45 h w obie strony